# Villers-Bocage (Somme)
Villers-Bocage is een gemeente in het Franse departement Somme (regio Hauts-de-France) en telt 1430 inwoners (2004). De plaats maakt deel uit van het arrondissement Amiens.

## Geografie
De oppervlakte van Villers-Bocage bedraagt 14,2 km², de bevolkingsdichtheid is 100,7 inwoners per km².
De onderstaande kaart toont de ligging van Villers-Bocage (Somme) met de belangrijkste infrastructuur en aangrenzende gemeenten.

## Demografie
Onderstaande figuur toont het verloop van het inwonertal (bron: INSEE-tellingen).